# 1860年黎巴嫩山與大馬士革衝突

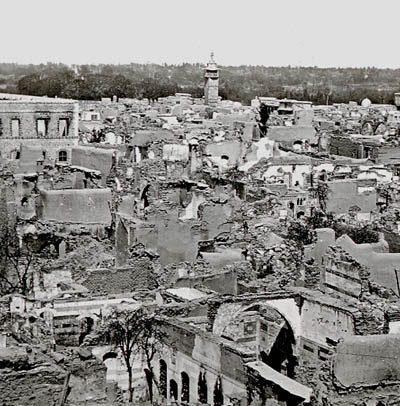
1860年大馬士革基督教徒居住區的廢墟

1860年黎巴嫩山與大馬士革的衝突是1860至1861年德鲁兹人与基督徒之间在奥斯曼帝国黎巴嫩山區域爆發的衝突。 在德鲁兹人取得决定性的胜利并屠杀基督徒之后，冲突蔓延到敘利亞以及大马士革，在大馬士革，数千名基督徒被德鲁兹民兵杀害。
而奥斯曼帝國當局則在背後支持德魯茲人攻擊基督教武装。一連串的屠殺引發法蘭西第二帝國不滿。拿破仑三世決定保護基督徒、干預德魯茲人的屠殺。  1860年8月3日，奧斯曼帝國同意12,000 名欧洲士兵來到衝突地區維持秩序。 
1860年8月16日，主要来自香槟沙隆的6,000名法国远征军登陆贝鲁特。 1861年6月，法軍撤出敘利亞和黎巴嫩。 